# 11th Vermont Infantry
Le 11th Regiment, Vermont Volunteer Infantry ou simplement connu comme le 11th VVI est un régiment d'infanterie ayant existé pendant trois ans au sein de l'armée de l'Union pendant la guerre de Sécession. Il sert sur le théâtre oriental, de septembre 1862 à août 1865. Il sert dans le XXIIe corps affecté aux défenses de Washington, et avec la brigade du Vermont dans le VIe corps.

## Histoire
Le régiment entre au service des États-Unis le 1er septembre 1862, à Brattleboro, au Vermont. James M.Warner est nommé colonel du régiment et Ruben C. Benton est nommé lieutenant-colonel. Le régiment est transporté par navire jusqu'à Washington D.C. le 7 septembre 1862 et y arrive deux jours plus tard.
Le 10 décembre 1862, sa désignation change en 1st Vermont Heavy Artillery. Le régiment passe une année et demie dans les forts qui entourent la capitale, durée pendant laquelle les hommes apprennent à être artilleurs et participent à la construction des fortifications. Avec le début de la campagne de 1864 du général Ulysses S. Grant, le régiment reprend un service d'infanterie et est envoyé en Virginie.
Il est engagé à, ou présent à :
- Spotsylvania, Cold Harbor, Petersburg, et la première bataille de Weldon Railroad, maintenant connue comme la bataille de Jerusalem Plank Road, lors de la campagne de l'Overland. Dans cette dernière, 267 hommes du 11th et de 140 du 4th Vermont sont capturés par une force supérieure[3]. Les prisonniers sont envoyés dans la prison d'Andersonville où 232 meurent[4].
- Fort Stevens, Charlestown, Gilbert's Ford, Winchester, Fisher's Hill et Cedar Creek[note 1] dans la campagne de la vallée de la Shenandoah
- Dans le Siège de Petersburg.

## Décompte final
Pendant la durée de son service, le régiment a enrôlé 2 320 hommes. Le régiment perd pendant son service : 
- 152 hommes tués et blessés mortellement, dont 73 tués au combat
- 2 morts d'accidents
- 175 morts dans les prisons confédérées
- 210 morts de maladie

Pertes totales : 539
Le régiment quitte le service le 25 août 1865.